# Неранг (река)
Неранг — река в Юго-Восточном Квинсленде, Австралия. Его водосборный бассейн находится в пределах района местного самоуправления города Голд-Кост и занимает площадь 490 км². Длина реки около 62 км.

## Общая характеристика реки
Истоки реки Неранг находятся на хребте Мак-Ферсон в долине Нуминба на границе Нового Южного Уэльса и Квинсленда. Река течёт на север, затем на восток, и достигает своего устья в Бродвотере Голд-Коста на Золотом побережье, где впадает в Коралловое море. Устье реки когда-то находилось намного южнее, но из-за сноса песка вдоль побережья постоянно сдвигается к северу. Общее падение русла реки — 138 метров.
Водосбор реки Неранг — самая большая речная система на Золотом побережье Австралии. Его верховья в районе хребта Мак-Ферсон и плато Спрингбрук проходят через сельские районы, где наполняют водохранилище Адванстаун, основной источник воды на Золотом побережье, и водохранилище у плотины Литтл Неранг. Эти два водохранилища обеспечивают большой процент питьевой воды для Голд-Коста. Плотина водохранилища Адванстаун (плотина Хинце) также сильно смягчила последствия наводнений, имевших место ранее.

## Дельта

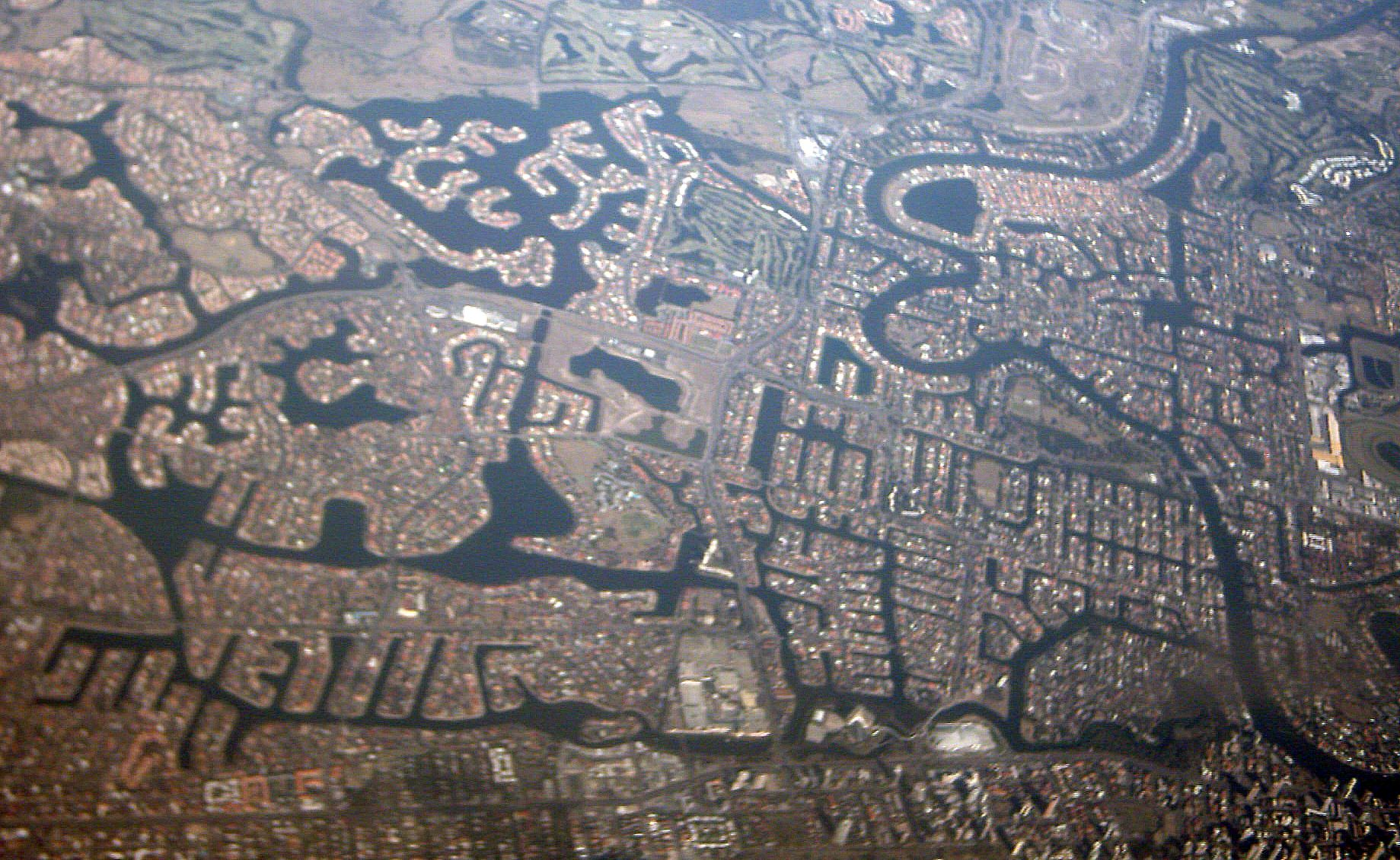
Река Неранг (справа) и каналы

Пространство между побережьем и внутренними районами Голд-Коста ранее было занято болотами, которые в значительной части осушены. На оставшейся части была сформирована система разветвленных каналов общей протяжённостью около 260 км и искусственных приливно-отливных и пресноводных озёрных систем, в том числе озеро Россер и озеро Капабелла, что полностью изменило гидрологические характеристики. Эти каналы и озёра предоставляют ряд возможностей для жителей, включая катание на лодках и любительскую рыбалку. Они служат средой обитания для различных видов пресноводной, наземной и морской флоры и фауны. Системы каналов также обеспечивают отвод ливневых вод. В нижнем течении реки (и системе каналов дельты) имеется ряд островов, в том числе острова Гирунг, Парадайз, Шеврон, Кронин и Макинтош.

## Мосты

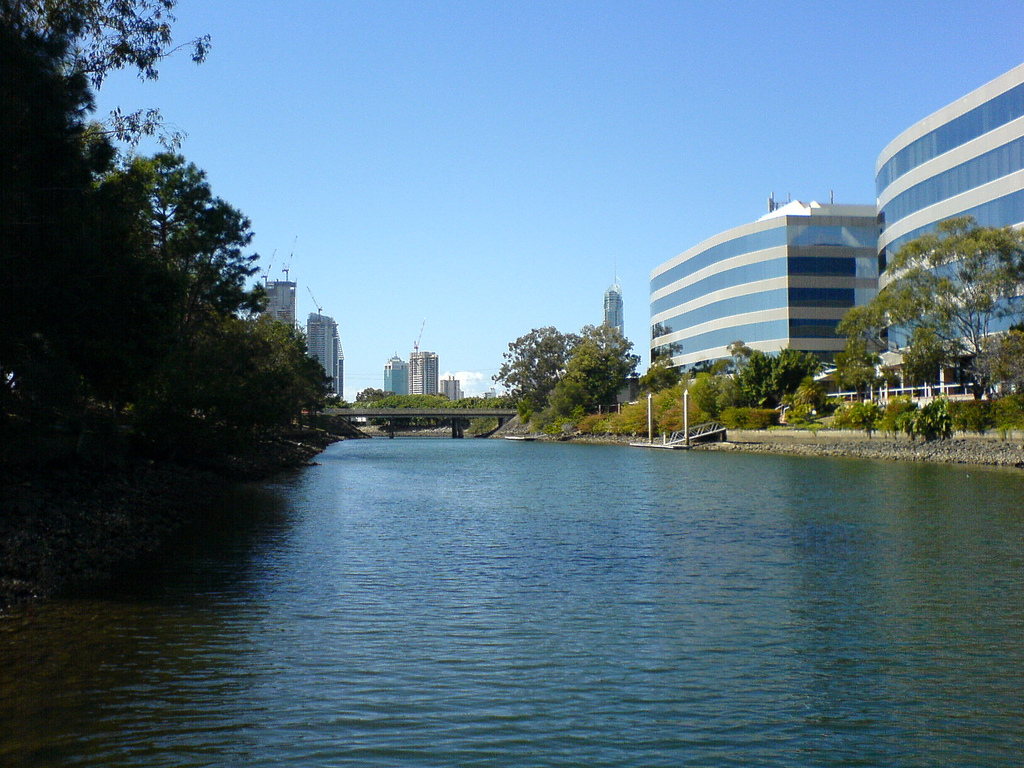
Канал в Бундалле

Через реку построен ряд мостов. Наиболее крупные находятся в Неранге, где реку пересекает Тихоокеанская автомагистраль, и в городском районе Голд-Коста Саутпорт.

## Этимология названия

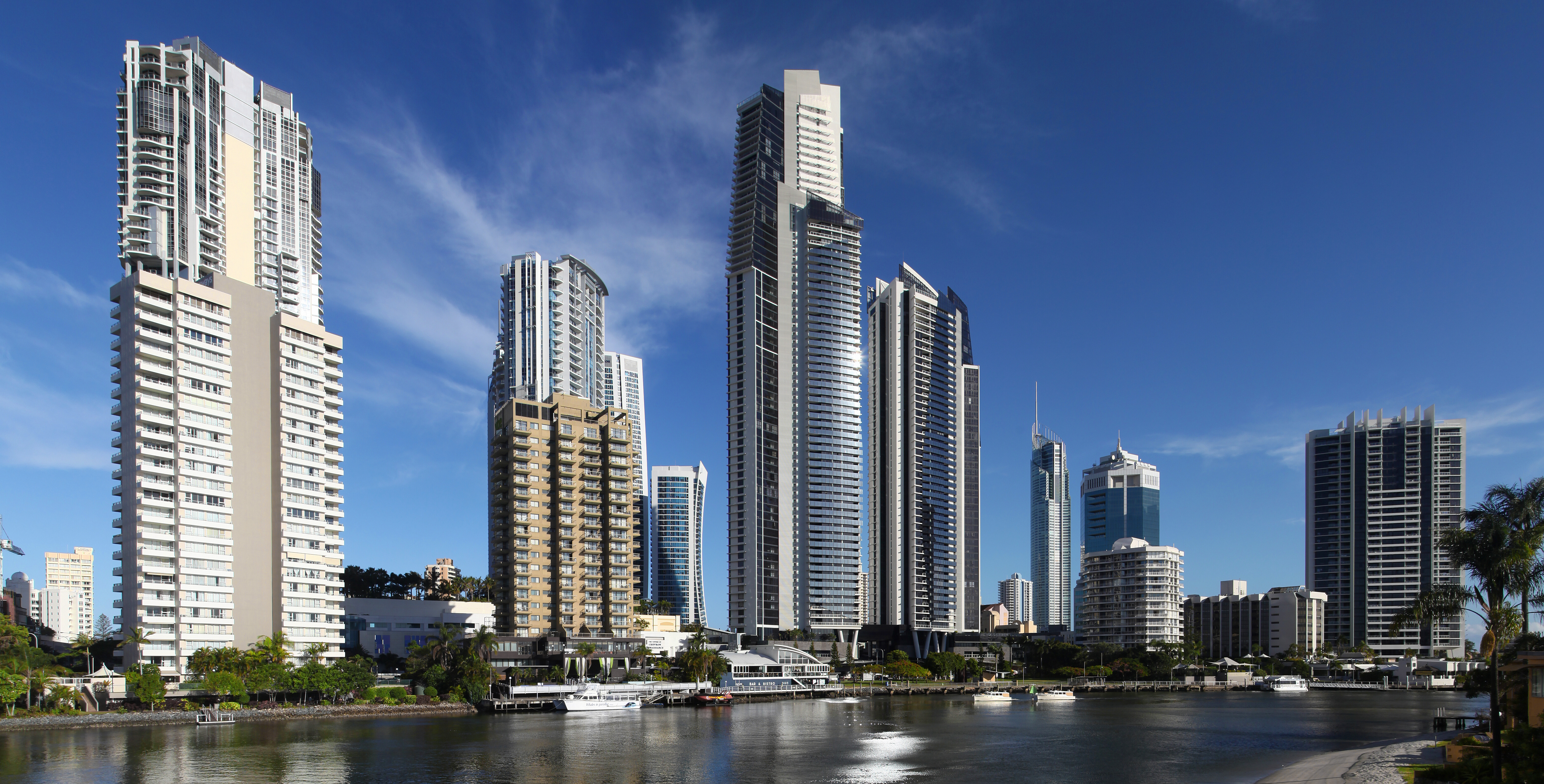
Вид Золотого побережья от реки Неранг, остров Шеврон.

Река была первоначально названа Рекой Барроу государственным геодезистом Робертом Диксоном, когда он нанёс на карту Золотой Берег в 1840 году, в честь сэра Джона Барроу, министра Адмиралтейства. Однако в дальнейшем Генеральный инспектор Томас Митчелл изменил многие названия на местные, в том числе и присвоил Нерангу название на языке Югамбех: Neerang или neerung что значит «маленькая акула» или «лопатоносая акула».

## Группа Хранителей Неранга
Созданная в 2000 году в рамках программы по восстановлению пляжей, группа добровольцев работает над восстановлением местных эндемичных видов флоры реки Неранг и ведет борьбу с инвазивными видами.